# Provincia de Mino
Mino, escrito formalmente como Mino no kuni (美濃国), era una vieja provincia de Japón, que comprendía la totalidad de la parte sur de la actual prefectura de Gifu. Aunque su capital estaba ubicada cerca de Tarui, su castillo principal estaba ubicado en Gifu.
En el sexto año de la era Wadō (713) el camino que atravesaba a esta provincia y la provincia de Shinano fue ampliado para facilitar el tránsito del número de viajeros, que había aumentado. Durante la era Sengoku fue controlada por Saitō Dōsan, y luego se convirtió en una de las primeras provincias en ser controladas por Oda Nobunaga, y sus herederos la controlaron incluso después la muerte de Nobunaga y la toma del poder por parte de Toyotomi Hideyoshi. La batalla de Sekigahara tuvo lugar en el límite occidental de la provincia, cerca de las montañas entre la región de Chūbu y la región de Kinki.